# Buenavista (Marinduque)
Pour les articles homonymes, voir Buenavista.
Buenavista (Marinduque) est une municipalité de la province de Marinduque, aux Philippines.